# 1 000 kilomètres de Buenos Aires
Les 1 000 kilomètres de Buenos Aires (1000 km de la Ciudad de Buenos Aires), sont une course automobile internationale d'endurance disputée entre 1954 et 1972, à Buenos Aires, la capitale de l'Argentine.
Toutes ses éditions ont été comptabilisées en championnat du monde des voitures de sport, comme première manche lors de la seconde quinzaine du mois de janvier (été austral), sauf en 1970 lors de la victoire d'une écurie française.

## Histoire
En janvier 1953, la Formule 1 visita préalablement l'Autódromo Juan y Oscar Gálvez situé au centre de Buenos Aires, pour le premier Grand Prix d'Argentine de son histoire (vainqueur Alberto Ascari, sur Ferrari). Elle récidiva en 1954 (vainqueur Fangio, sur Maserati). L'édition 1953 ayant eu du succès, la FIA décida alors d'incorporer une nouvelle épreuve à la deuxième édition du Championnat du monde des voitures de sport (la deuxième épreuve de 1 000 kilomètres, après celle du Nürburgring en 1953).
La course se disputa le plus souvent en utilisant l'Autódromo, sauf en 1957 où le circuit Costanera fut retenu. Pour un total initial de 9,5 kilomètres de parcours, elle empruntait aussi la plus grande portion possible de la large et rectiligne Avenida General Paz. En 1955, une section de route encore plus longue de l'Autopista General Pablo Riccheri fut rajoutée, la longueur totale passant à 17,1 kilomètres. En 1960, Formule 1 et voitures de sport empruntèrent une dernière fois l'Autódromo (vainqueur en F1 Bruce McLaren), avant dix ans d'absence.
L'Autódromo fut agrandit en 1968, son tracé passant désormais à 6,1 kilomètres. Les 1 000 kilomètres purent ainsi être reconduits sans utiliser la voie publique, chose faite deux ans plus tard. La F1 testa aussi le nouveau circuit en 1971, lors d'une édition du Grand Prix d'Argentine hors championnat (vainqueur Rolf Stommelen sur Surtees). L'essai étant probant, la manche argentine fut reconduite sur place au championnat cette fois en 1972 (vainqueur Jackie Stewart sur Tyrrell-Ford), en venant de signer un bail de près de dix ans dans celui-ci. En 1972, le circuit fut légèrement raccourci d'une centaine de mètres pour les voitures de Sport-prototypes, ces dernières étant les seuls véhicules désormais acceptés (exclusion des GT). En 1973, l'épreuve est abandonnée alors qu'on tente de réduire les coûts inhérents au transport des écuries outre-Atlantique (les seules épreuves du championnat du monde 1973 se déroulant hors d'Europe seront disputées aux États-Unis, à Daytona et Watkins Glen).
Ces 1 000 kilomètres furent la seule épreuve sud-américaine du championnat mondial SportsCars annuellement reconduite (sept éditions sur dix-neuf ans), les 1 000 kilomètres de Caracas n'étant eux retenus qu'en 1957.
Phil Hill les a remportés deux fois, Ferrari six, dont cinq en sept ans durant les années 1950.

## Palmarès

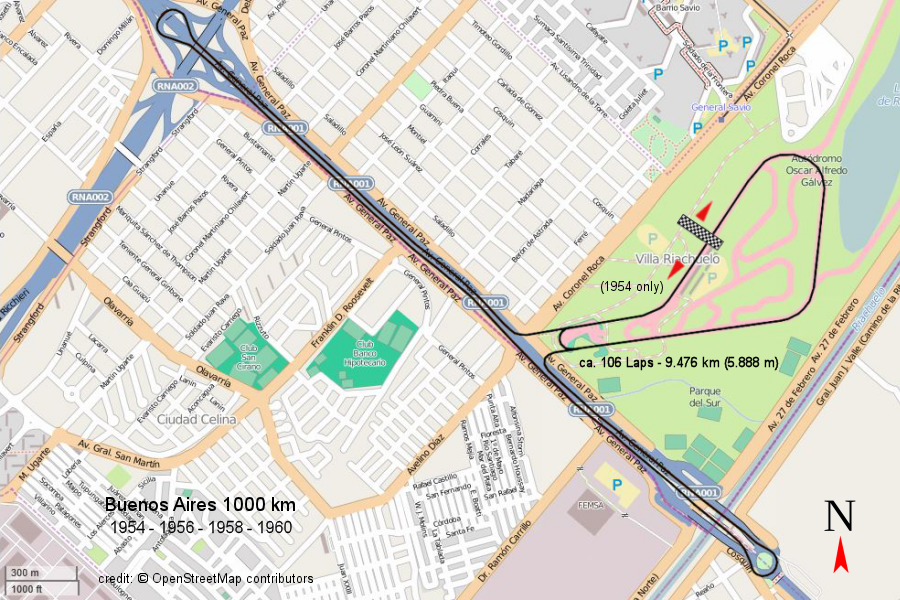
Le circuit Callejero en 1954, 1956, 1958 et 1960 (avec l'Autódromo).

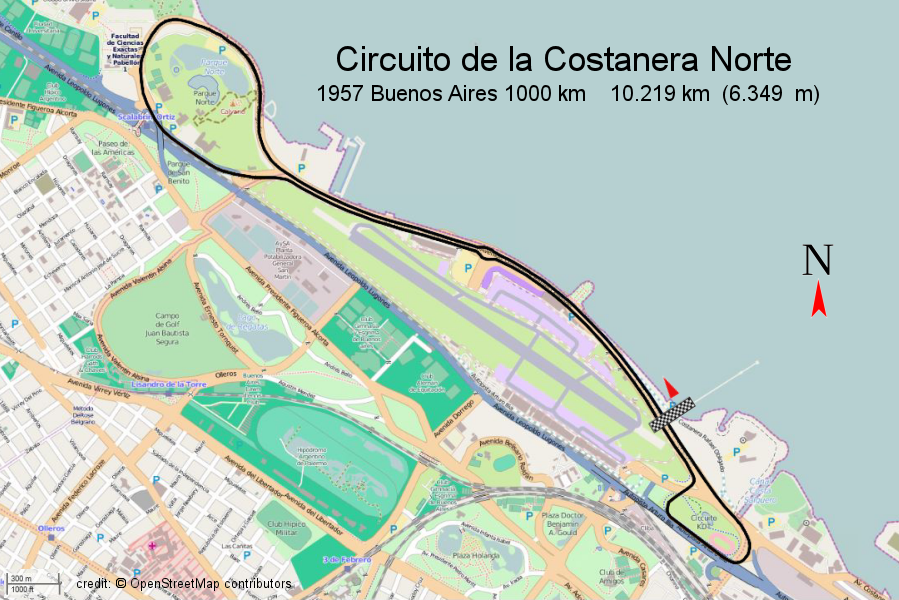
Le circuit Costanera Norte, en 1957.

Le circuit Gálvez de 1968, pour 1970 à 1972.

| Année       | Pilotes                                        | Écurie                     | Voiture                 | Temps               | Circuit        |
| ----------- | ---------------------------------------------- | -------------------------- | ----------------------- | ------------------- | -------------- |
| 1954        | Giuseppe Farina Umberto Maglioli               | Scuderia Ferrari           | Ferrari 375 Plus        | 6 h 41 min 50 s 800 | 9,5 km         |
| 1955        | Enrique Sáenz Valiente José-Maria Ibánez (de)  | -                          | Ferrari 375 Plus        | 6 h 35 min 15 s 400 | 17,1 km        |
| 1956        | Stirling Moss Carlos Menditéguy                | Officine Alfieri Maserati  | Maserati 300S           | 6 h 29 min 37 s 900 | 9,5 km         |
| 1957        | Masten Gregory Eugenio Castellotti Luigi Musso | Scuderia Temple Buell (sv) | Ferrari 290 MM          | 6 h 10 min 29 s 900 | 10,2 km        |
| 1958        | Peter Collins Phil Hill                        | Scuderia Ferrari           | Ferrari 250 Testa Rossa | 6 h 19 min 55 s 400 | 9,5 km         |
| 1959        | Pas de course                                  | Pas de course              | Pas de course           | Pas de course       | Pas de course  |
| 1960        | Phil Hill Cliff Allison                        | Scuderia Ferrari           | Ferrari 250 TR59/60     | 6 h 17 min 12 s 100 | 9,5 km         |
| 1961 à 1969 | Pas de courses                                 | Pas de courses             | Pas de courses          | Pas de courses      | Pas de courses |
| 1970        | Jean-Pierre Beltoise Henri Pescarolo           | Équipe Matra               | Matra Simca MS630/650   | 5 h 37 min 22 s 200 | 6,1 km         |
| 1971        | Jo Siffert Derek Bell                          | J.W. Automotive            | Porsche 917 K           | 5 h 25 min 25 s 940 | 6,1 km         |
| 1972        | Ronnie Peterson Tim Schenken                   | SpA Ferrari SEFAC          | Ferrari 312 PB          | 5 h 45 min 58 s 220 | 6 km           |

## Records et statistiques

### Par nombre de victoires constructeurs
| Nombre de victoires | Constructeur | Années                             |
| ------------------- | ------------ | ---------------------------------- |
| 6                   | Ferrari      | 1954, 1955, 1957, 1958, 1960, 1972 |
| 1                   | Maserati     | 1956                               |
| 1                   | Matra        | 1970                               |
| 1                   | Porsche      | 1971                               |

| Pos. | Nations   | Victoires |
| ---- | --------- | --------- |
| 1er  | Italie    | 7         |
| 2e   | France    | 1         |
| 2e   | Allemagne | 1         |

### Par nombre de victoires pilotes
| Nombre de victoires | Pilote                 | Années     |
| ------------------- | ---------------------- | ---------- |
| 2                   | Phil Hill              | 1958, 1960 |
| 1                   | Giuseppe Farina        | 1954       |
| 1                   | Umberto Maglioli       | 1954       |
| 1                   | Enrique Sáenz Valiente | 1955       |
| 1                   | José-Maria Ibánez (de) | 1955       |
| 1                   | Stirling Moss          | 1956       |
| 1                   | Carlos Menditéguy      | 1956       |
| 1                   | Masten Gregory         | 1957       |
| 1                   | Eugenio Castellotti    | 1957       |
| 1                   | Luigi Musso            | 1957       |
| 1                   | Peter Collins          | 1958       |
| 1                   | Cliff Allison          | 1960       |
| 1                   | Jean-Pierre Beltoise   | 1970       |
| 1                   | Henri Pescarolo        | 1970       |
| 1                   | Jo Siffert             | 1971       |
| 1                   | Derek Bell             | 1971       |
| 1                   | Ronnie Peterson        | 1972       |
| 1                   | Tim Schenken           | 1972       |